# Bernard Tischner
Bernard Tischner, né le 9 septembre 1957 à Soultz-Haut-Rhin, est un footballeur français.

## Carrière
Originaire du Haut-Rhin, Bernard Tischner commence sa carrière au FC Soultz, dans sa ville natale. Il y est repéré par le FC Sochaux-Montbéliard qui l'intègre à son tout nouveau centre de formation, ouvert en 1974. Six mois plus tard, Tischner retourne dans son ancien club, avant d'être de nouveau débauché par un club professionnel, cette fois le RC Strasbourg.
Dans le club alsacien, Bernard Tischner joue principalement avec la réserve, se contentant de quelques rencontres chez les professionnels. Ces courtes apparitions lui permettent de glaner un titre de champion de France de deuxième division en 1977, puis de faire modestement partie de l'équipe sacrée championne de France en 1979. Barré à son poste par les arrivées de François Bracci et Jean-François Jodar, Tischner décide finalement de quitter le RC Strasbourg après ce sacre.
À l'été 1979, il rejoint Thionville, tout juste promu en D2 et qui vient d'obtenir le statut professionnel. Il s'y impose comme titulaire, mais en 1981, le club lorrain doit déposer le bilan.
Contraint une fois de plus à l'exil et courtisé par plusieurs clubs, Bernard Tischner s'engage alors avec le Stade rennais FC, qui cherche à remonter en Division 1. Tischner s'impose immédiatement comme titulaire, avec Jean-Yves Kerjean puis Patrick Brulez à ses côtés en défense centrale,. Après une première saison terminée à la cinquième place du groupe B, le Stade rennais réalise un exercice 1982-1983 quasi parfait, est sacré champion de France de D2 et remonte en Division 1. Le recrutement de l'intersaison (Udo Horsmann, Dominique Marais...) contraint Tischner à monter d'un cran pour se retrouver milieu de terrain. Il y dispute 33 des 38 matchs de la saison, mais celle-ci est catastrophique : vingtième et dernier, le club breton retourne aussitôt en D2.
Plutôt que de continuer en Bretagne, Bernard Tischner prend alors la direction du Sud et signe au Montpellier Paillade, qui cherche lui aussi à remonter en D1. Un objectif rempli au bout de trois saisons, puisqu'en 1987 le club héraultais est sacré champion de France de D2. Tischner remporte ce titre pour la troisième fois et avec un troisième club différent, mais plutôt que de poursuivre en première division, il rejoint alors l'Entente Melun-Fontainebleau. La saison est décevante, et les deux clubs formant l'entente se séparent à la fin de saison, terminée sur une relégation en Division 3. Après une ultime saison disputée en D3 avec l'AS Angoulême, Bernard Tischner met fin à sa carrière.

## Palmarès
- 1977 : Champion de France de Division 2 avec Strasbourg
- 1979 : Champion de France de Division 1 avec Strasbourg
- 1983 : Champion de France de Division 2 avec Rennes
- 1987 : Champion de France de Division 2 avec Montpellier